# Vincenzo Bertolotto

a Compétitions nationales et continentales officielles uniquement.

b Matchs officiels uniquement.
Vincenzo Bertolotto, né le 24 avril 1912 à Turin et mort le 4 avril 1992 dans la même ville, est un joueur italien de rugby à XV qui a joué en équipe d'Italie de 1936 à 1948, évoluant au poste de deuxième ligne. Il est également l'un des précurseurs du rugby à XIII en Italie dans les années 1950. 

## Biographie

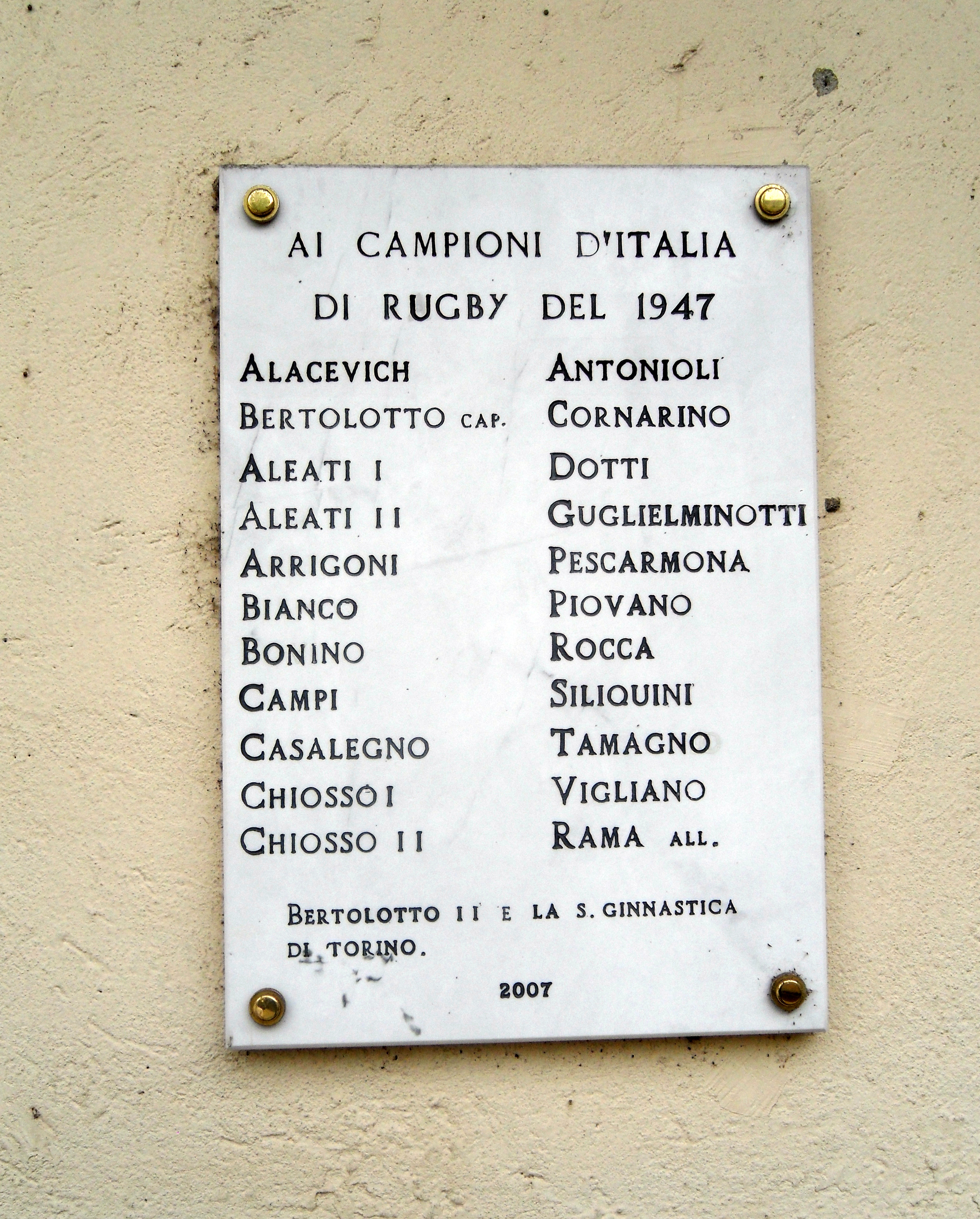
Plaque commémorative en l'honneur des champions d'Italie 1947.

Vincenzo Bertolotto obtient sa première sélection contre l'Allemagne le 14 mai 1936 et joue son dernier test match contre la France le 28 mars 1948. Il réalise l'essentiel de sa carrière au GUF Torino sous les ordres de l'entraîneur français Michel Boucheron. Il participe avec l'équipe nationale au tournoi préolympique de Berlin qui se déroule du 14 au 17 mai 1936. 
À la fin de la guerre, il rejoint en compagnie d'anciens joueurs du GUF Torino, tels Arrigoni, Bonino et Sandro Vigliano (comme lui international et capitaine de l'équipe nationale en 1937), le Ginnastica Torino avec lequel il devient champion d'Italie. Son nom figure sur une plaque commémorative apposée au Motovelodromo Fausto Coppi de Turin en l'honneur des champions d'Italie 1947.
Dès février 50, le Ginnastica se retira du championnat italien et Bertolotto passa définitivement au rugby à XIII avec le club du Torino XIII. À l'automne 1950, Vincenzo Bertolotto co-organise avec Dennis Chappell, originaire de Wakefield et résident turinois, une tournée en France (3 matchs), puis en Grande-Bretagne contre Wigan (défaite 49 à 28), puis à Bridgend face à la South Wales XIII (défaite 29 à 11), contre Huddersfield et enfin face à St Helens (défaite 74 à 38). L'équipe était essentiellement composée d'anciens joueurs de la Ginnastica Torino, dont les frères Aleati, Arrigoni et Bonino. En 1954, Bertolotto, alors âgé de 41 ans, participa à nouveau à une tournée dans les Îles Britanniques ponctuée par une défaite face à Bradford Northern 67 à 18. 

## Palmarès
- Finaliste du Championnat de série A en 1936
- 3e du Championnat européen des nations en 1936 à Berlin
- Vainqueur du Championnat d'Italie en 1947

## Statistiques en équipe nationale
- 6 sélections
- Sélections par année : 2 en 1936, 2 en 1937, 1 en 1942, 1 en 1948